# Mol (morska riba)
Mol (znanstveno ime Merlangius merlangus) je morska riba iz družine trsk.

## Opis
Mol ima podolgovato, bočno rahlo stisnjeno telo, ki je po zgornji strani sivo zelene ali sivo rjave barve. Na hrbtu ima tri, med seboj ločene hrbtne plavuti. Na spodnji strani telesa ima dve predrepni plavuti, ki sta med seboj prav tako ločeni. Spodnja čeljust ne sega preko zgornje, riba pa ima dokaj velike oči, ki nakazujejo plenilsko vrsto. Odrasli moli v Jadranu dosežejo okoli 40 cm v dolžino in lahko dosežejo do pol kilograma.

## Razširjenost in uporabnost
Mol je razširjen po severovzhodnem Atlantiku, severnem Sredozemlju, zahodnem Baltiku, Črnem morju ter v Jadranu. 
Živi na blatnem ali peščenem dnu do 80 metrov globoko. Lovijo ga skozi vse leto, največ pa jeseni in pozimi. Lovijo ga z globinskimi mrežami, pa tudi na trnek ali parangal. V preteklosti ga niso preveč cenili in se ga je največ predelovali v hrano za domače živali, danes pa se miselnost nekoliko spreminja, zaradi česar je mola moč bolj pogosto najti v ribarnicah. Meso teh rib je belo in sočno, po okusu pa je zelo podobno osliču. Največ ga pripravljajo na žaru ali ocvrtega.